# Cariblatta rustica
Cariblatta rustica är en kackerlacksart som beskrevs av Rocha e Silva 1973. Cariblatta rustica ingår i släktet Cariblatta och familjen småkackerlackor. Inga underarter finns listade.